# Château de Champvigy
Le château de Champvigy est situé sur la commune de Saint-Bonnet-de-Vieille-Vigne en Saône-et-Loire, sur un mamelon dominant une région vallonnée.

## Description
D'une enceinte sans doute rectangulaire, il ne reste que deux tours circulaires ; la première, qui est aussi la plus importante, est flanquée d'une tour d'escalier ; la seconde est flanquée d'une tourelle circulaire.
Un parc à l'anglaise donne à l'ensemble un cadre romantique.
Le château est une propriété privée et ne se visite pas.

## Historique
- de la fin du XIIIe siècle à la fin du XIVe siècle : propriété des Damas de Champvigy
- 1399 : la maison forte échoit à Philibert de Vaux, fils de Jeanne Damas et de Guiot de Vaux, qui avait accompagné l'amiral Jean de Vienne en Écosse
- fin XVe siècle : propriété d'Antoine et Léonard Germain
- XVIIe siècle : propriété des Mathieu d'Essertines
- 1721 : propriété de Georges-Melchior de Champier
- entre 1742 et 1945 : appartient à la famille Quarré qui portait "Échiqueté d'argent et d'azur ; au chef d'or chargé d'un lion de sable, armé, lampassé et couronné de gueules".

Le château est en grande partie détruit en 1944.